# 218097 Maoxianxin
218097 Maoxianxin è un asteroide della fascia principale. Scoperto nel 2002, presenta un'orbita caratterizzata da un semiasse maggiore pari a 3,1630635 UA e da un'eccentricità di 0,0491004, inclinata di 10,07264° rispetto all'eclittica.
L'asteroide è dedicato al cinese Xianxin Mao, amico dell'osservatore del programma NEAT che ha realizzato la scoperta.